# Neosho (Wisconsin)
Neosho és una població dels Estats Units a l'estat de Wisconsin. Segons el cens del 2000 tenia 593 habitants.

## Demografia
Segons el cens del 2000, Neosho tenia 593 habitants, 213 habitatges, i 156 famílies. La densitat de població era de 381,6 habitants per km².
Dels 213 habitatges en un 44,6% hi vivien nens de menys de 18 anys, en un 62,4% hi vivien parelles casades, en un 6,1% dones solteres, i en un 26,3% no eren unitats familiars. En el 18,8% dels habitatges hi vivien persones soles el 7,5% de les quals corresponia a persones de 65 anys o més que vivien soles. El nombre mitjà de persones vivint en cada habitatge era de 2,78 i el nombre mitjà de persones que vivien en cada família era de 3,25.
Per edats la població es repartia de la següent manera: un 30,2% tenia menys de 18 anys, un 9,4% entre 18 i 24, un 32,2% entre 25 i 44, un 20,9% de 45 a 60 i un 7,3% 65 anys o més.
L'edat mediana era de 34 anys. Per cada 100 dones de 18 o més anys hi havia 102 homes.
La renda mediana per habitatge era de 50.167 $ i la renda mediana per família de 50.167 $. Els homes tenien una renda mediana de 38.000 $ mentre que les dones 27.031 $. La renda per capita de la població era de 19.134 $. Aproximadament el 0,6% de les famílies i l'1,8% de la població estaven per davall del llindar de pobresa.

## Poblacions més properes
El següent diagrama mostra les poblacions més properes.